# La Chanson des ténèbres
Pour plus de détails, voir Fiche technique et Distribution.
La Chanson des ténèbres (Night Song) est un film américain réalisé par John Cromwell, sorti en 1947.

## Synopsis
Dans un club de jazz, Cathy (Merle Oberon), riche et belle, s'éprend de Dan (Dana Andrews) le pianiste aveugle de l'orchestre, compositeur au talent prometteur, mais personnage distant et renfermé. Cathy feint d'être pauvre et aveugle pour se rapprocher de lui, et l'aider. 

## Fiche technique
- Titre : La Chanson des ténèbres
- Titre original : Night Song
- Réalisation : John Cromwell
- Scénario : Frank Fenton et Dick Irving Hyland d'après une histoire de Dick Irving Hyland
- Adaptation : DeWitt Bodeen
- Production  : Jack J. Gross (producteur exécutif) et Harriet Parsons
- Société de production : John Cromwell Productions et RKO Pictures
- Direction musicale : Constantin Bakaleinikoff et Leith Stevens
- Musique : Leith Stevens
- Photographie : Lucien Ballard
- Montage : Harry Marker
- Direction artistique : Albert S. D'Agostino et Jack Okey
- Décorateur de plateau : Joseph Kish et Darrell Silvera
- Costumes : Orry-Kelly
- Pays d’origine :  États-Unis
- Langue originale : anglais
- Format : noir et blanc – 35 mm – 1,37:1 – mono (RCA Sound System)
- Genre : Drame romantique
- Durée : 102 minutes
- Date de sortie :
  - États-Unis : 10 novembre 1947 (Hollywood)

## Distribution
- Dana Andrews : Dan Evans
- Merle Oberon : Cathy Mallory / Mary Willey
- Ethel Barrymore : Mme Willey
- Hoagy Carmichael : Chick Morgan
- Artur Rubinstein : Lui-même
- Eugene Ormandy : Lui-même
- Jacqueline White : Connie
- Donald Curtis : George
- Walter Reed : Jimmy
- Jane Jones : Mamie
- Harry Harvey (non crédité) : Facteur

## Autour du film
Cette romance trouve sa profondeur par un scenario de qualité, par une très belle production, et les performances musicales "historiques" d'Hoagy Carmichael, d'Ethel Barrymore et d'Arthur Rubinstein au piano, avec le New York Philharmonic dirigé par Eugene Ormandy.